# Amour toujours (chanson)
Pour les articles homonymes, voir Amour toujours.
Singles de Clara Luciani
Le Reste
(2021) Respire encore
(2021)
Pistes de Cœur
Respire encore
(5) J'sais pas plaire
(7)
Amour toujours est une chanson écrite, composée et interprétée par Clara Luciani, cocomposée par Ambroise Willaume et produite par Breakbot, Pierrick Devin et Ambroise Willaume. La chanson sort le 20 mai 2021 en tant que single promotionnel de l'album Cœur.

## Thème de la chanson
La chanson, comme son nom l'indique, parle d'amour; mais l'artiste explique qu'elle a voulu en parler  avec une pointe d'humour:

« [Amour toujours] parle d'amour, mais avec un ton rieur. Je pense que c'est une chanson feel good [...] à chaque fois que j'évoquais l'amour (Dans le premier album) c'était des histoires d'amour désespérées alors que que sur celui-là, il y a beaucoup de second degré. »

## Clip vidéo
Le clip sort le 15 mars 2022 et est réalisé par le duo Zite & Léo. Il met en scène Clara Luciani et l'actrice espagnole, Rossy de Palma
en tant qu'hypnotiseuses tentant de réconcilier des couples brisés.

## Crédits
- Écrit par Clara Luciani
- Composé par Clara Luciani et Sage
- Produit par Sage, Breakbot, Pierrick Devin
- Basse: Laurent Vernerey
- Batterie: Vincent Taeger
- Piano, claviers: Sage
- Percussions: Abraham Mansfaroll
- Cordes: Hugues Borsarello, Pauline Lavacry, Mathilde Borsarello Herrmann, Alix Catinchi, Phillipe Morel, Pauline Vernet, David Braccini, Pavel Guerchovitch, Laure Simonin, Sylvain Favre-bulle, Alice Bourlier, Hélène Decoin, Verena Chen, Boris Blanco, Rozarta Luka, Lison Favard, Marco Theves, Christelle Lassort
- Mix: Yuksek

## Classements

### Classements hebdomadaires
| Classement (2021)                       | Meilleure position |
| --------------------------------------- | ------------------ |
| Belgique (Wallonie Ultratop 50 Singles) | 10                 |
| France (SNEP)                           | 68                 |

### Certifications
| Pays   | Organisme | Certification | Seuil                            |
| ------ | --------- | ------------- | -------------------------------- |
| France | SNEP      | Platine       | 30 millions d'équivalent streams |

## Historique de sortie
| Pays   | Date         | Format               | Label           |
| ------ | ------------ | -------------------- | --------------- |
| France | 20 mai 2021  | Numérique, streaming | Romance Musique |
| France | 15 mars 2022 | Clip vidéo           | Romance Musique |